# Laufenburg (huyện)
Laufenburg là một huyện thuộc tổng Aargau, Thụy Sĩ, gồm vùng thượng thung lũng Fricktal ở Aargau Jura phía nam Rhine. Thủ phủ là thị xã Laufenburg.

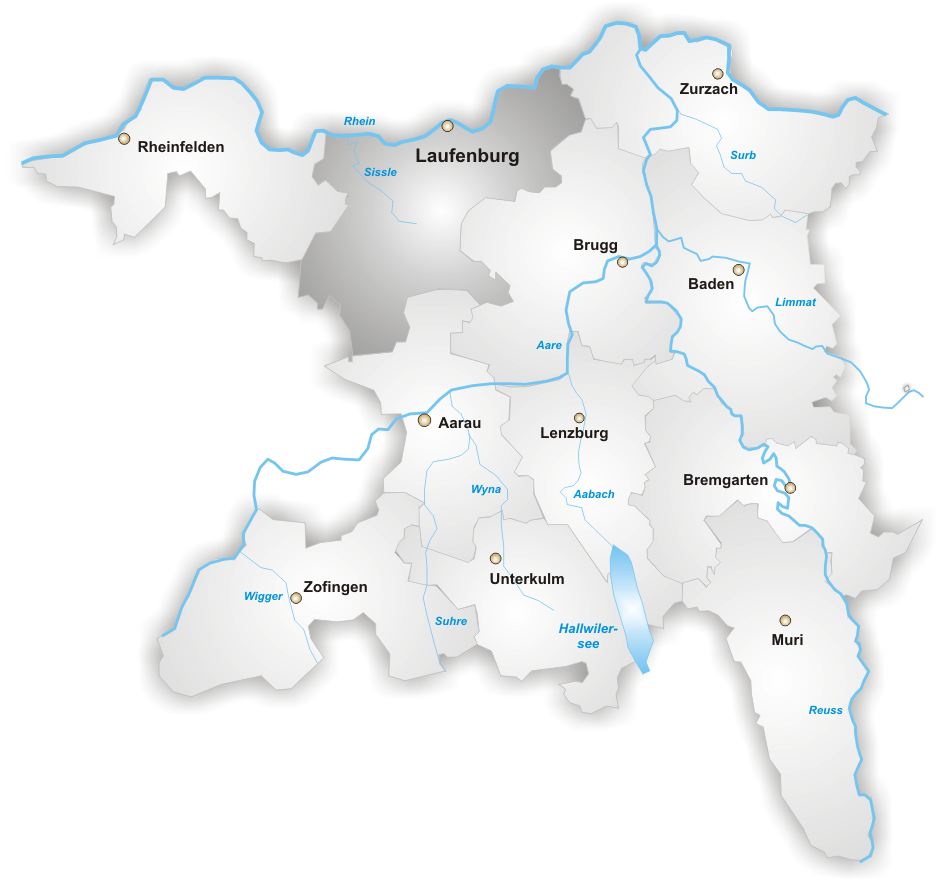
Huyện Laufenburg ở Aargau

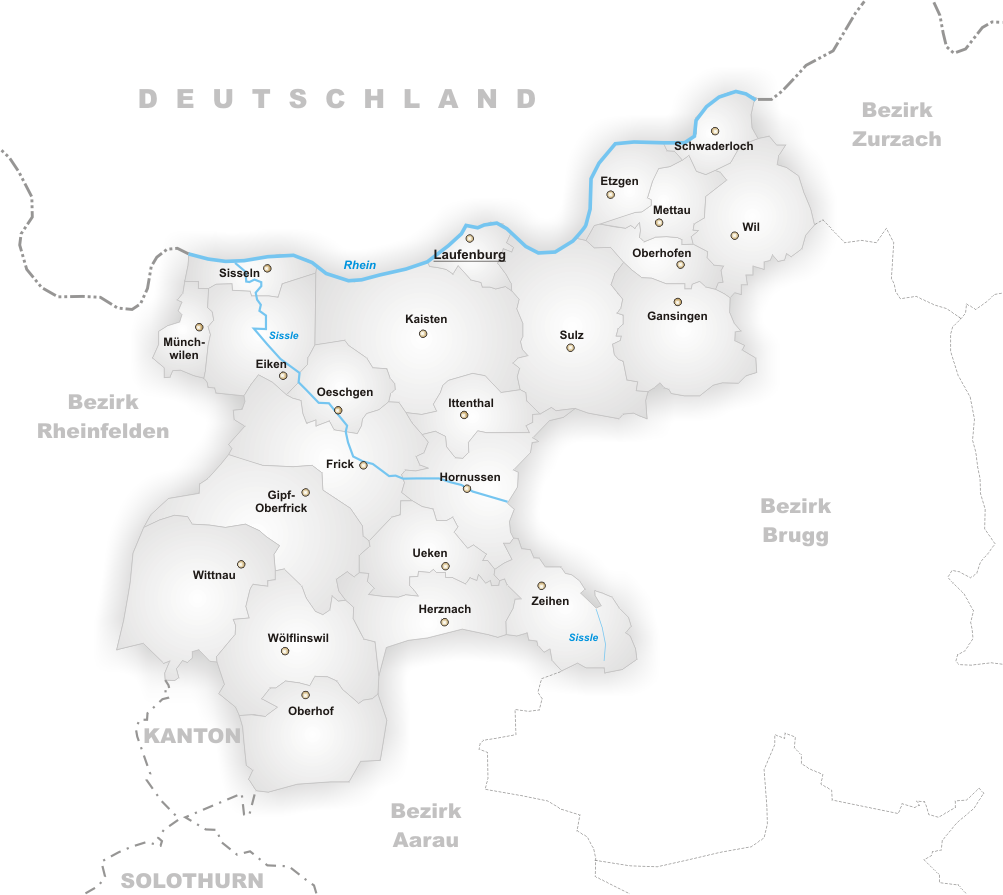
Các đô thị của Laufenburg

| Huy hiệu       | Đô thị         | Dân số (31/12/2006) | Diện tích, km² |
| -------------- | -------------- | ------------------- | -------------- |
| Eiken          | Eiken          | 1938                | 7,07           |
| Etzgen         | Etzgen         | 438                 | 3,28           |
| Frick          | Frick          | 4594                | 9,96           |
| Gansingen      | Gansingen      | 934                 | 8,77           |
| Gipf-Oberfrick | Gipf-Oberfrick | 3111                | 10,17          |
| Herznach       | Herznach       | 1229                | 6,26           |
| Hornussen      | Hornussen      | 845                 | 7,27           |
| Ittenthal      | Ittenthal      | 201                 | 3,89           |
| Kaisten        | Kaisten        | 2257                | 14,22          |
| Laufenburg     | Laufenburg     | 2065                | 2,28           |
| Mettau         | Mettau         | 317                 | 3,29           |
| Münchwilen     | Münchwilen     | 668                 | 2,47           |
| Oberhof        | Oberhof        | 564                 | 8,20           |
| Oberhofen      | Oberhofen      | 291                 | 3,12           |
| Oeschgen       | Oeschgen       | 867                 | 4,38           |
| Schwaderloch   | Schwaderloch   | 694                 | 2,77           |
| Sisseln        | Sisseln        | 1325                | 2,52           |
| Sulz           | Sulz           | 1155                | 12,21          |
| Ueken          | Ueken          | 826                 | 5,10           |
| Wil            | Wil            | 669                 | 7,71           |
| Wittnau        | Wittnau        | 1127                | 11,25          |
| Wölflinswil    | Wölflinswil    | 851                 | 9,51           |
| Zeihen         | Zeihen         | 909                 | 6,87           |
| Tổng           |                | 27.469              | 152,56         |